# 黃山料
黃山料（1992年5月3日—），臺灣作家、影像創作者、小說家，出生於中華民國金門縣，現居台北市。著作有小說《好好再見 不負遇見》及散文集《好好生活慢慢相遇》，其著作連續三年成為誠品書店暢銷榜「年度冠軍」。 2014年，參加英國畢業展時裝週，獲得首獎而被推崇為「金門之光」。2017年創立「一件襯衫：你揮灑的城市日常風景」YouTube頻道，頻道內容為訪談影片、人物紀錄片等，該頻道於2021年已宣布永久停業。

## 家庭背景
黃山料出生於金門縣，成長於台北市，其家人則於金門本地經營小吃店。

## 生活經歷
於2017年創立粉絲頁「一件襯衫：你揮灑的城市日常風景」，主題為人物訪談、人物紀錄片拍攝。2020年11月，黃山料終止新媒體職務。隨後，該新媒體事業已於2021年6月發文宣佈歇業，永久停更。
2021年黃山料轉型為全職小說家，2022年接連發表第二本小說，並蟬聯三年誠品書店年度暢銷總冠軍。因其作品暢銷佳績橫空出世，引發諸多議論。
黃山料於2023年發布的影片中提到，他在金門租了一間套房，並且會定期飛往金門進行閉關寫作。

## 著作
- 2019年 《漂流青年》：此著作類似自傳體，描述青年離鄉背井打拼過程。

- 2021年 《好好生活 慢慢相遇：30歲，想把溫柔留給自己》[8]：此書為散文，述說作者本人從離家到回家的心得。[9]

- 2021年 《好好再見 不負遇見》：此著作為青春戀愛小說，含BL元素。

- 2022年 《那女孩對我說》：此著作為初戀小說，含奇幻元素。

- 2022年 《餘生是你 晚點沒關係》：此著作為失戀療傷小說，改編自作者自身戀愛經歷。

- 2023年 《人間孤獨，卻與你一見如故》：此著作為懸疑小說，含校園霸凌元素。

- 2024年 《心很小 裝喜歡的事就好》：此著作為心靈救贖小說，涵蓋家庭關係、自我成長。

- 2024年 《把日子慢慢變好》：此著作以「對話體」呈現，含部分心理學知識自我應用，是作者的自我覺察日記。

## 獎項
| 年份      | 獎項                                       | 得獎書籍                 | 結果   | 參考資料 |
| --------- | ------------------------------------------ | ------------------------ | ------ | -------- |
| 2021-2022 | 誠品書店「台灣十大暢銷書排行榜」心理勵志類 | 《好好生活慢慢相遇》     | 第一名 | [ 2 ]    |
| 2021-2022 | 蝦皮書城「台灣暢銷書榜」                   | 小說《好好再見不負遇見》 | 第一名 | [ 10 ]   |

- 2023年11月15日，據聯合報報導，誠品書店公布2023年度「中文TOP10暢銷書榜」，作家黃山料以《餘生是你，晚點沒關係》蟬聯第一，是黃山料二度榮登誠品書店「年度暢銷總冠軍」，最新作品《人間孤獨，卻與你一見如故》也名列第５。[11]

- 2023年1月9日，據亞洲週刊報導，黃山料以新作《那女孩對我說》榮登亞洲十大華文小說，與中國作家馬伯庸同榜，以文學視角反映時代精神，用文字力量救贖現實世界的掙扎與痛苦。[12]

## 早年及背景
- 黃山料出生於福建省金門縣的眷村家庭（後水頭村莊），父母皆為金門縣人，山料名稱的由來為其父居住於金門縣山外村，其母居於金門縣料羅村，取父母各別居住之村莊名稱首字結合為名。另一說為「山料」一詞屬收藏家對玉石之稱呼，未經雕琢的玉石為山料，取名者期望黃山料經歷一番琢磨方成大器。

- 學業方面，黃山料早年就讀金城幼兒園，小學就讀中正國小，後轉學至金湖國小，後因重大家庭變故而搬家並轉學至賢庵國小附屬安湖分校，後黃山料因於校內適應不良，再度轉校回金湖國小直至小學畢業。在校期間表現平常，性格安靜不語，且並未展現任何才藝或學業天賦。

## 軼事
- 2019年12月，立法委員陳玉珍衝到外交部被門夾到手後隨即住院而引發媒體關注。身為同鄉的黃山料則在網路上發表文章，揭露陳玉珍在二十年前約三十歲的時候，曾跑到黃山料家裡找黃山料的叔叔，陳玉珍為了追愛而狂敲黃山料家大門的往事；陳玉珍對此回應：「我跟以前男朋友的愛恨情仇，不是讓你在網路上公開評論用的。」[13]但隨後陳玉珍被踢爆該男並非陳玉珍男友，而是陳玉珍單戀的對象。

- 2020年10月發表「月薪25萬及3萬的人煩惱是相同的」一文，內容引用PTT網友在同年8月的文章，被部份網友質疑抄襲。黃山料本人回應，原文中寫道：「我們聊到高薪網友的看法」接著才列出PTT網友的文字，表示此寫法是「引用」。[14][15]

- 2021年3月28日，黃山料發文[16]分享發現友人洪仕晟有段時間停止更新社群媒體帳號、與他失聯。後來得知對方曾想消失在世上，有感而發寫下「真正憂鬱到谷底的人不會說自己憂鬱，他們會直接從世界上消失」。此文一出引發爭議，被陳沂批評是「假正面能量」，[17]部分網友不認同黃所發布之文章，認為他不了解憂鬱症。[18]

- 2022年1月5日，網紅呱吉在Podcast上抨擊黃山料的作品對社會沒貢獻等批評，黃山料回覆：希望呱吉能閱讀他所寫的小說，給一次真正認識彼此的機會，「既然你看見我了，也許你對我負面的評價，可以讓我變得更好，使我成長，那你就成為了我的貴人。」對於黃山料的回覆，呱吉隔日在Podcast上再度回應，表示他雖然沒有讀過黃山料的書，但他欣賞黃山料的姿態和禮貌，也認可黃山料是一個很努力的人。[19]

## 外部連結
- YouTube上的黃山料頻道
- 黃山料的Facebook專頁
- 黃山料的Instagram帳戶